# 7. československý střelecký pluk „Tatranský“
7. československý střelecký pluk „Tatranský“ byl pěší pluk vojska československých legií v Rusku, existující v letech 1917 až 1920. Pojmenován byl po slovenském pohoří Tatry, neboť soustřeďoval především legionáře pocházející ze Slovenska. V roce 1920 byl přeměněn v Pěší pluk 7 Československé armády se sídlem v Nitře.

## Historie pluku

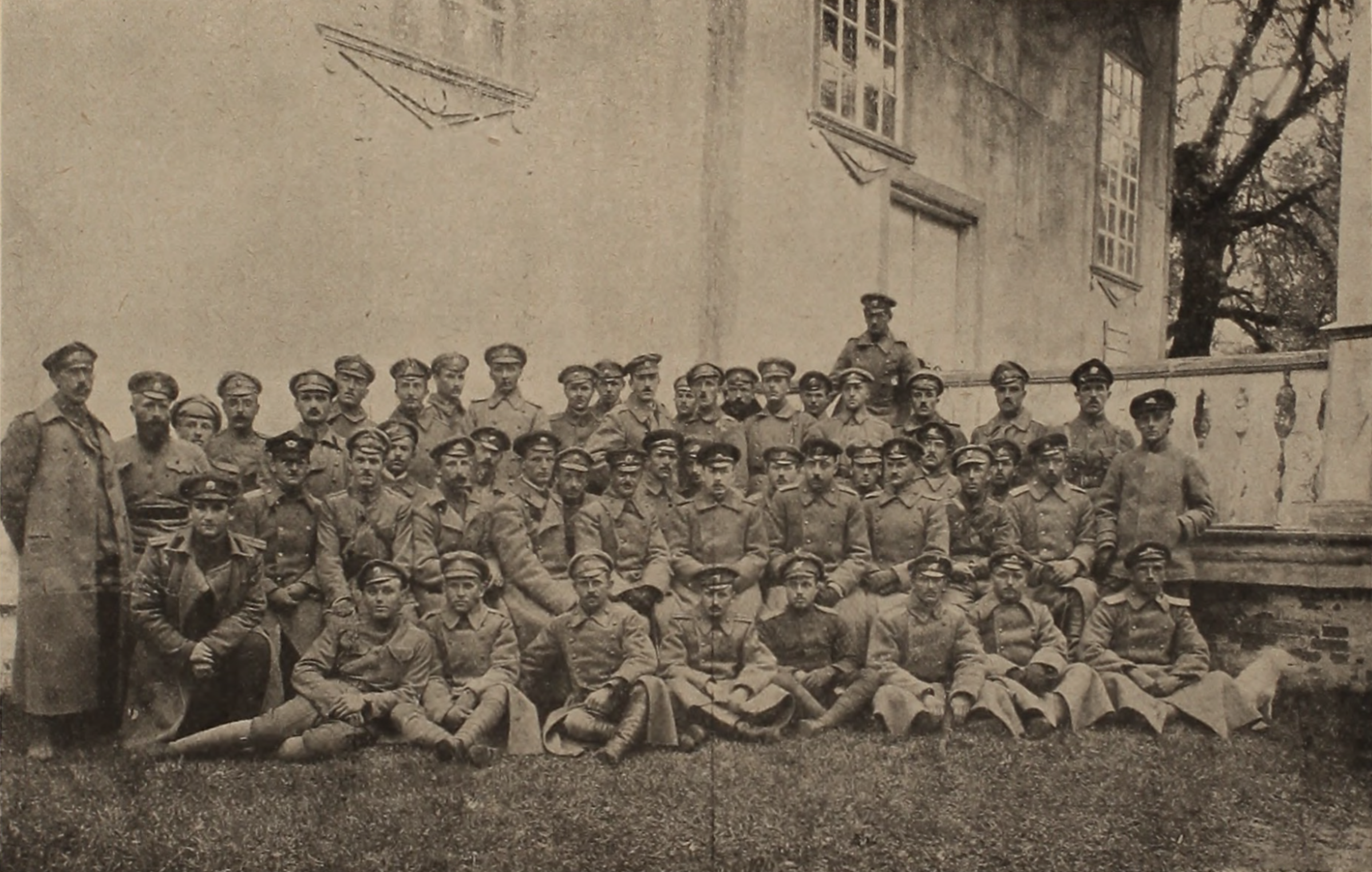
Důstojnický sbor pluku v Berezani roku 1917

### Vznik
Jednotka byla původně vytvořena v Berezani na Ukrajině 25. června 1917 jako III. záložní prapor 1. československé střelecké brigády. Po reorganizaci čs. jednotek, do se kterých stále hlásili další čeští a slovenští zajatci z rakousko-uherské armády v Rusku, byl 27. července 1917 přeměněn na pěší pluk s označením 7. a přídomkem Tatranský. Pluk měl soustřeďovat slovenské příslušníky vzniklých legií, rovněž na jeho standartě byla umístěn slovenský dvojramenný kříž, jeden ze slovenských národních symbolů. 

### Východní fronta
Jednotka byla následně nasazena na více místech východní fronty, kde plnila především výzvědné úkoly. Spolu s několika dalšími československými pluky se pak v březnu 1918 sehrála významnou roli během bitvy u Bachmače, významného bojového úspěchu československých legií v Rusku při zajištění železničního uzlu na východní Ukrajině. 

### Ruská občanská válka
Po uzavření separátního míru mezi Ruskem a Centrálními mocnostmi v březnu 1918 zahájil pluk spolu s ostatními jednotkami postup směrem na východ. Od konce května se pak legie dostaly do otevřených střetů s Rudou armádou. V rámci tzv. Sibiřské anabáze se pluk účastnil bojů na Transsibiřské magistrále, mj. u Marjinsku, Novonikolajevsku (Novosibirsk), Irkutsku, Kaule, Čeljabinsku, Tomsku a Krasnojarsku. Významnou úlohu členové pluku sehráli též v rámci bitvy o Murino v okolí jezera Bajkal v srpnu 1918, kde několik stovek legionářů dokázalo porazit asi pětitisícový oddíl rudoarmějců. Po ukončení bojů byl nasazen Novonikolajevsk – Tomsk, kde střežil úsek magistrály. Na jaře 1919 byl stažen do Vladivostoku a v dubnu 1920 odplul podél Asie do Evropy, v červnu 1920 se pak dostal do Československa.

### Zánik
Dne 1. října 1920 byl pluk sloučen se 4. pěším plukem vojska domácího, čímž byl vytvořen Pěší pluk 7 Československé armády. Nadále pak užíval čestné jméno „Tatranský“. Jeho posádkou byla zpočátku kasárna v Levicích, již roku 1921 byl pak pluk přesunut do Nitry. Zanikl roku 1938.

### Památka
V roce 1947 byla vydána československá Pamětní medaile 7. střeleckého tatranského pluku.

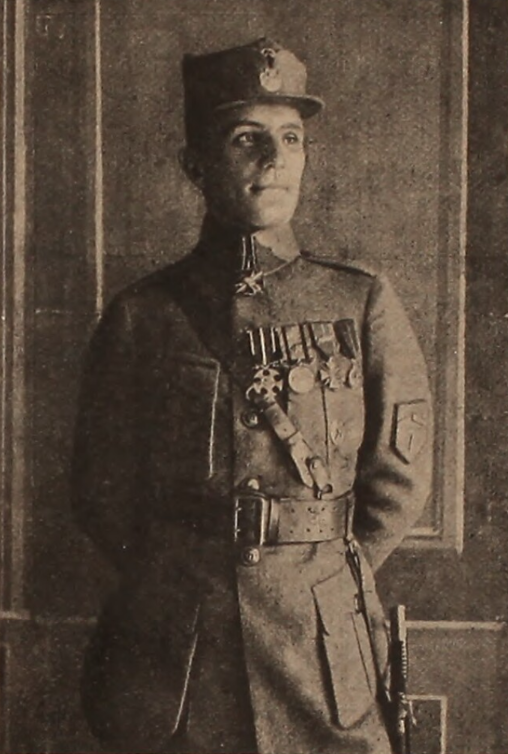
Mjr. Josef Váňa jako velitel 7. čs. střeleckého pluku (asi 1918).

## Velitelé pluku
- Dremin[3]
- Stěpanov
- Smuglov
- Radola Gajda
- Eduard Kadlec
- Ludvík Jančík[4]
- Josef Váňa